# Tug Temür
Tug Temür (mongolsky Төвтөмөр, čínsky v českém přepisu Tchu-tchie-mu-er, pchin-jinem Tútiēmùěr, znaky 圖帖睦爾, 16. února 1304 – 2. září 1332) byl od října 1328 císařem říše Jüan a velikým chánem mongolské říše. Na jaře následujícího roku předal trůn staršímu bratru Chošilovi, už v září se na trůn po bratrově náhlé smrti vrátil.
Byl mladším synem císaře Chajsana (vládl 1307–1311). Za vlády Chajsanova bratra Ajurbarwady Chošila uprchl do střední Asie, Tug Temür byl odeslán do Koreje a pak na Chaj-nan. Později mu císař Jesün Temür dovolil žít ve střední Číně, zprvu v Nankingu, později v Ťiang-lingu. Po Jesün Temürově smrti v srpnu 1328 vzpoura stoupenců Chajsanových synů vynesla Tug Temüra na císařský trůn. Záhy ze střední Asie do Mongolska přijel Chošila a v únoru 1329 se s podporou místních hodnostářů stal císařem. Půl roku po nastoupení na trůn zemřel na cestě do Chánbalyku (Pekingu), pravděpodobně byl otráven s vědomím Tug Temüra. V září 1329 se Tug Temür mohl vrátit na trůn. Podřízenost jako velikému chánu mongolské říše mu vyjádřili vládci Zlaté hordy, říše Ílchánů i čagatajského chanátu.
Během Tug Temürovy vlády stáli v čele vojenských i civilních úřadů říše El Temür a Bajan, jejichž moc zastínila i vliv panovníka, který se více než vládnutí věnoval podpoře čínské vzdělanosti a kultury, což vedlo k počínšťování dvora a mongolských elit.

## Mládí
Tug Temür byl druhý syn Chajsana, v letech 1307–1311 císaře říše Jüan a velikého chána mongolské říše, a jeho tangutské manželky. Roku 1311 se po smrti Chajsana stal císařem jeho bratr Ajurbarwada. Ten jmenoval korunním princem svého syna Šidebalu, kdežto Chajsanovy syny odstranil z metropole. Staršího Chošilu poslal do Jün-nanu, princ se ale vzbouřil a poté uprchl do čagatajského chanátu ve střední Asii. Chošilův nevlastní bratr Tug Temür byl poslán do Koreje. Po Šidebalově nástupu na trůn byl roku 1321 přemístěn na Chaj-nan. Roku 1323 byl Šidebala zavražděn a nový vládce Jesün Temür zlepšil podmínky ve kterých žil Tug Temür. Jmenoval ho knížetem z Chuaj (čínsky v českém přepisu Chuaj wang, znaky 懷王) a roku 1324 přestěhoval do Ťien-kchangu (dnešní Nanking), později do Ťiang-lingu. V té době už Tug Temür projevil zájem o čínskou učenost a umění a obklopil se řadou významných čínských literátů a umělců.
Navzdory pronásledování si Chajsanovi synové získali sympatie mezi knížaty z Čingisova rodu. Nezanedbatelná byla i přetrvávající podpora těch stoupenců jejich otce, kteří přežili politické čistky.

## Císař
Smrt Jesün Temüra v Šang-tu v srpnu 1328 dala Chajsanovým potomkům šanci k vzestupu. Stoupenci dosavadního režimu v čele s císařovnou vdovou Babuchan a Dawlat Šáhem připravovali v Šang-tu zvolení Jesün Temürova malého syna Ragibaga za císaře. Zatím se v Chánbalyku sjednotili stoupenci Chajsanovy linie s bývalými členy Šidebalovy vlády. Takto vzniklá skupina provedla převrat a jménem Chajsanových synů ovládla většinu říše. Do jejího čela se postavil výjimečně schopný vojevůdce a politik El Temür, syn Chajsanova předního generála. Měl poměrně nízké postavení, ale vyšší velitelé doprovázeli císaře do Šang-tu a proto mohl převzít kontrolu nad vojsky v Chánbalyku.
Chošila žil ve vzdálené střední Asii, proto vzbouřenci povolali do Chánbalyku Tug Temüra. Do hlavního města ho doprovodil Bajan, El Temürův spojenec, který působil v regionální správě střední Číny. Dne 16. října 1328 vzbouřenci prohlásili Tug Temüra císařem a velikým chánem. Současně loajalisté v Šang-tu dosadili za císaře Ragibaga, ale ocitli se ve slabším postavení, když kontrolovali pouze Mongolsko, Mandžusko, Šen-si, a odlehlý S’-čchuan a Jün-nan. Strana Tug Temüra disponovala mnohem většími zdroji většiny Číny.
Ragibagovské oddíly podnikly několik nájezdů na Chánbalyk, ale byli odraženi. El Temür naopak zřejmě prostřednictvím svého strýce Buka Temüra získal na stranu vzbouřenců čingisovská knížata z Mandžuska a východního Mongolska. Jejich armáda vedená Buka Temürem a Örlüg Temürem začátkem listopadu překvapivě zaútočila na Šang-tu, zatímco většina ragibagovských sil byla vázána na jihu podél Velké čínské zdi, a 14. listopadu město dobyla. Vůdci poražené strany byli zajati a později popraveni. Císař Ragibag byl zřejmě zabit, podle oficiálního prohlášení „zmizel“.
Vláda Tug Temüra byla pak zajištěna, třebaže místní boje ještě pokračovaly. V Šan-si se loajalisté drželi do prosince 1328, v S’-čchuanu do ledna 1329. Začátkem dalšího roku propukla vzpoura v Jün-nanu, kde kníže Tügel vyhlásil nezávislost a s podporou místních kmenů porazil trestnou výpravu Temüra Buky.

## Následník trůnu
Zatím se Chošila ze střední Asie vydal do Mongolska, zde se k jeho středoasijským stoupencům v čele s čagatajským chánem Eldžigidejem přidali místní knížata a generálové. Dne 27. února 1329 se jimi severně od Karakorumu nechal prohlásit císařem, bratra jmenoval korunním princem. Koncem dubna se Tug Temür vzdal císařské hodnosti a vyslal El Temüra s imperiální pečetí k Chošilovi. Chošila El Temüra postavil do čela administrativy, ale omezil jeho vliv, když své mongolské a středasijské stoupence začal umisťovat do nejdůležitějších úřadů – ústředního sekretariátu, výboru pro vojenské záležitosti a kontrolního úřadu.
V létě se Chošila vydal do Chánbalyku. Tug Temür a El Temür mu vyjeli vstříc, všichni se setkali nedaleko Šang-tu 26. srpna 1329. Čtyři dny po setkání Chošila zemřel. Pravděpodobně byl otráven El Temürem se souhlasem Tug Temüra. Motivem byla obava z přesunu moci ve prospěch Chošilových stoupenců. Na trůn se 8. září 1329 vrátil Tug Temür.
Následovala důkladná čistka administrativy. S nástupem nových lidí do úřadů z vysokých vládních míst vymizeli muslimové, protežovaní za Jesün Temüra, udrželi se pouze na nižších postech v provinciích. Kromě podporovatelů Ragibagha byli odstraněni i Chošilovi lidé. Jesün Temürovi a Ragibagovi dokonce nebyla udělena posmrtná jména. Naopak císař vyznamenal bývalé Chajsanovy ministry a rehabilitoval ty z nich, kteří byli za Ajurbarwady oběťmi perzekuce.

## Podruhé císař

### Vnitřní politika
Během čtyřletého Tug Temürova panování dominovali státnímu aparátu El Temür a Bajan. Za zásluhy při vybojování trůnu pro Tug Temüra oba získali více titulů a úřadů než kdokoliv z jejich předchůdců. El Temür stál v čele ústředního sekretariátu, oba obdrželi tituly knížat, zaujímali vedoucí posty ve výboru pro vojenské záležitosti a kontrolním úřadu, byly jim přímo podřízeny elitní pluky císařské tělesné stráže dislokované v okolí Chánbalyku. Zatímco jejich předchůdci byli závislí na císařích, nebo členech císařského rodu (např. oporou Temüdera byla císařovna vdova Targi), El Temür a Bajan si vybudovali vlastní mocenskou základnu a jejich moc tak zastínila moc císaře.
V lednu 1331 byl císařův syn Aratnadara jmenován korunním princem, při té příležitosti byla vyhlášena rozsáhlá amnestie. Tug Temürova císařovna Budaširi, ve snaze o zabezpečení nástupnictví, nechala zabít Chošilovu vdovu Babušu. Ze stejného důvodu byl starší Chošilův syn Togon Temür odeslán do Koreje. Aratnadara však v únoru 1331 zemřel a otázka nástupnictví se znovu otevřela. Císař poté svého druhého syna Gunadaru poslal žít do domácnosti El Temüra, přičemž ho přejmenoval na El Tegüse.
Kromě vnitřních válek vyčerpávaly státní pokladnu i přírodní katastrofy. V provinciích Šan-si, Che-nan-ťiang-pej, Chu-kuang, and Ťiang-čche v důsledku sucha a záplav milióny lidí ztratily domovy. Deficit státního rozpočtu výrazně vzrostl a roku 1330 dosáhl 2,3 miliónu tingů. Vláda reagovala omezením výdajů na zabezpečení členů Čingisova rodu, provoz a stavby buddhistických chrámů a provoz císařských paláců (z jejichž osazenstva propustila 10 tisíc lidí). Opatření pomohla snížit deficit na zvládnutelnou úroveň, vláda dokonce byla schopna vytvořit v metropoli značné zásoby obilí, když jeho dovoz z povodí Jang-c’-ťiang zvýšila na 3,3 miliónu tanů ročně.
Už od poloviny 20. let 14. století se v říši Jüan rozšířila lidová povstání, zejména v Jün-nanu a Chu-kuangu v oblastech osídlených nečínskými kmeny. Nejvážnější byly boje v Jün-nanu, které se táhly od roku 1330, dokud generál Aratnaširi se stotisícovou armádou neporazil Loly a další horské kmeny. Boje trvaly do března 1332 a stály vládu 630 tisíc tingů papírových peněz.
Tug Temur měl větší zájem o život v luxusu, než o boje ve vzdálené provincii. Císařovo chování vyvolalo nespokojenost a Jelü Temür, syn Chubilajova vnuka Anandy, se ve spojení s buddhistickými mnichy začal připravovat převrat. Byl však odhalen a potrestán.

### Kulturní aktivity

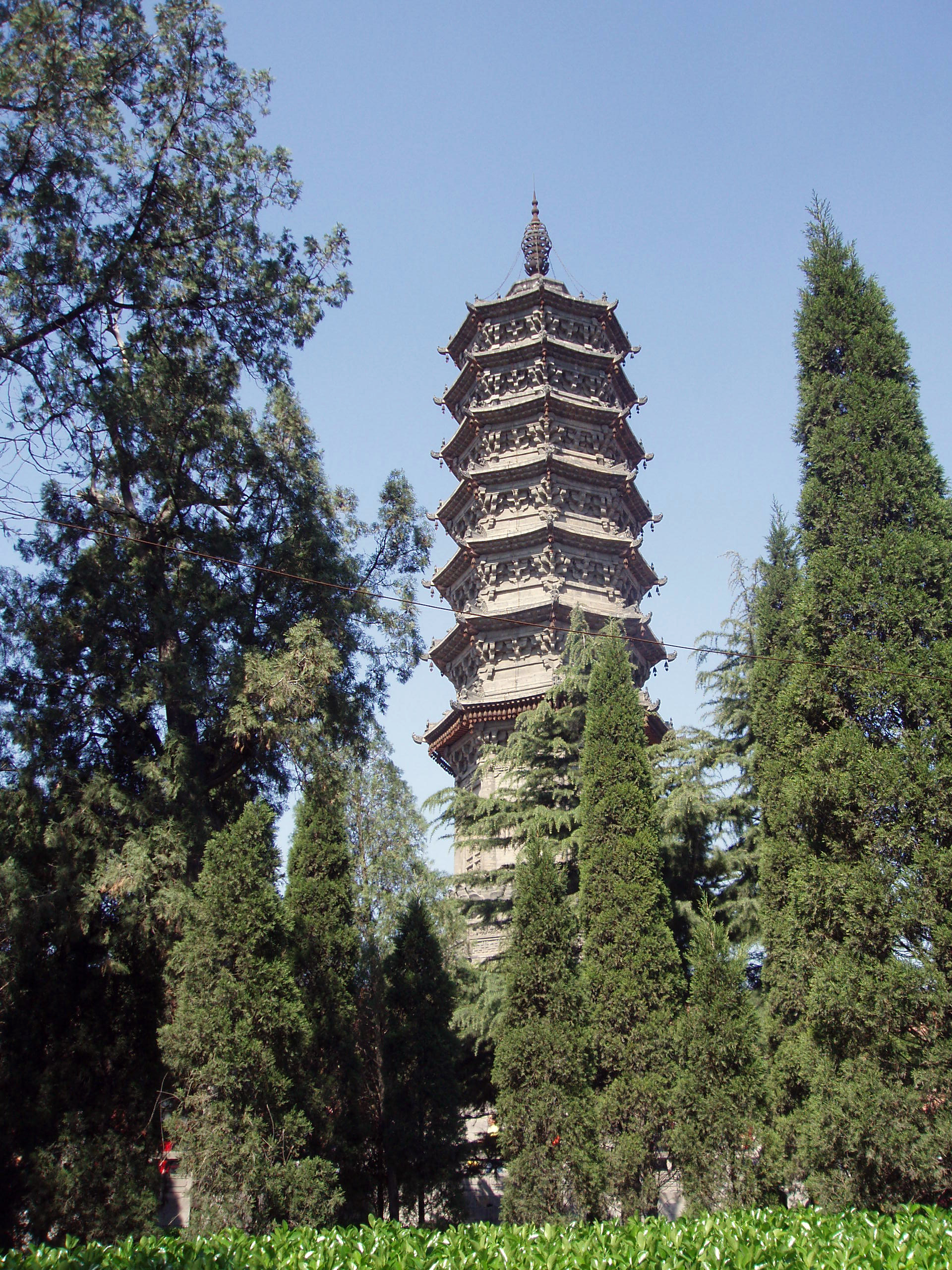
Pagoda chrámu Paj-lin, okres Čao-sien v provincii Che-pej, postavená roku 1330

Tug Temür dobře znal čínský jazyk i historii, byl uznávaný básník, kaligraf a malíř. Reálný výkon vlády strhl na sebe El Temür a císař se proto soustředil na pěstování kultury. Vystupoval jako kultivovaný panovník, přičemž ctil konfucianismus a podporoval čínskou kulturu. Roku 1330 udělil čestné tituly vynikajícím konfuciánům minulosti a účastnil se tradičních rituálů uctění Nebes. K podpoře konfuciánských ctností každoročně vyznamenával příkladné muže a ženy za jejich oddanost rodičům a počestnost. Vedle konfucianismu v Ču Siho neokonfuciánské verzi císař podporoval i buddhismus – nechal postavit pagodu v chrámu Paj-lin (v dnešním okresu Čao-sien v provincii Che-pej).
K podpoře literatury založil roku 1329 Kchuej-čang ke-süe-š' jüan (čínsky znaky 奎章閣學士院, česky volně Akademie v pavilónu literárních hvězd). Za její cíl stanovil přenos čínské kultury mezi mongolskou elitu říše. Literáti působící v akademii císaři objasňovali texty konfuciánských klasiků a čínskou historii; vyučovali mladé dvořany; sbírali, třídili a přepisovali knihy; uspořádali a hodnotili malby a kaligrafie z císařských sbírek. V akademii sloužilo více než sto čínských vzdělanců doplněných nejlepšími mongolskými a muslimskými učenci. Soustředění tak velkého množství učenců k pěstování literatury, umění a výuky bylo bezprecedentní jak v historii dynastie Jüan, tak i v čínských dějinách.
Z mnoha děl publikovaných akademií byla nejvýznamnější kompilace Ťing-š' ta-tien (čínsky znaky 經世大典, česky volně Velký kánon státnictví). V ní byly shromážděny a uspořádány všechny významné jüanské oficiální dokumenty a zákony podle vzoru analogických sbírek pořízených v říších Tchang a Sung. Cílem práce bylo demonstrovat, že jüanská vláda je stejně vyspělá a řádná jako předešlé čínské režimy. Sbírka byla sestavena během třinácti měsíců počínaje květnem 1330. Byla důležitým pramenem pro dějiny říše Jüan (Jüan-š') sestavené po jejím pádu.
Úřednímu aparátu dominoval El Temür, proto vliv akademie na způsob vlády nad říší byl malý. Na jaře 1332 se El Temürovi podařilo převzít nad akademií kontrolu. Po císařově smrti upadla.

### Mongolská říše
Po nástupu Tug Temüra na trůn velikého chána mongolské říše a císaře říše Jüan vládci ostatních částí mongolské říše uznali svou podřízenost jeho vládě a posílali mu tribut. Ílchán Abú Said, chán Zlaté hordy Uzbek a chánové čagatajského chanátu Eldžigidej a Tarmaširin vyslali k Tug Temürovi celkem čtrnáct poselstev s tributem. Z míru uvnitř mongolské říše těžil vnitroasijský obchod, v Saraji bylo běžně dostupné čínské zboží. Chánové Zlaté hordy zasílali velikému chánu také vojáky. Z Rusů, kteří se takto dostali do Číny, byl roku 1330 sestaven tümen (oddíl deseti tisíc vojáků) císařské tělesné stráže, který byl dislokován severně od Chánbalyku.

## Úmrtí a nástupce
Tug Temür zemřel 2. září 1332. Přestože žil jeho syn El Tegüs, pod vlivem výčitek svědomí za osud staršího bratra Chošily císař rozhodl, že jeho nástupcem bude bratrův starší syn Togon Temür. El Temür však na trůn prosadil mladšího Togon Temürova bratra, šestiletého Rinčinbala.